# Wohn- und Wirtschaftsgebäude Am Steinkamp 2
Das Wohn- und Wirtschaftsgebäude Am Steinkamp 2 in Bassum-Neubruchhausen, 8 km östlich vom Kernort Bassum entfernt, wurde im 19. Jahrhundert gebaut.
Das Gebäude ist ein Baudenkmal in Bassum.

## Geschichte
Das Hallenhaus in Fachwerk mit Krüppelwalmdach und Inschriften im Giebelbalken und über der Grooten Door wurde für Familie Cordes gebaut. Das gleichmäßige Rasterfachwerk ohne sichtbare Diagonalen ist bemerkenswert.